# Křečovice (okres Semily)
Křečovice jsou rozptýlená vesnice v okrese Semily, administrativně rozdělená na dva díly:
- Křečovice 1.díl v katastrálním území Žernov obce Žernov. Je zde evidováno 6 adres.[1] Trvale zde žije 7 obyvatel.[2]
- Křečovice 2.díl je vymezen katastrálním územím Křečovice pod Troskami (rozloha 1,48 km2[3]) města Rovensko pod Troskami. Je zde evidováno 33 adres.[4] Trvale zde žije 51 obyvatel.[2]

## Území
Křečovice se nacházejí po obou stranách údolí říčky Veselky, asi 2 kilometry severovýchodně od města Rovensko pod Troskami.
Křečovice 1.díl je menší část, nacházející se na pravém břehu Veselky. V okolí silnice III/2826, vedoucí údolím, se tu nacházejí domy čp. 1, 3, 4, 10 a 13 a dále k dílu Křečovic patří pás sadů táhnoucí se asi 850 metrů do stráně. Na silnici se zde nachází autobusová zastávka „Žernov, Křečovice“.
Křečovice 2.díl je rozsáhlejší území na levém břehu Veselky. Hlavní osou zástavby je silnice III/2827, která začíná u zastávky autobusu na křižovatce se silnicí III/2826 na západní straně 1. dílu Křečovic a vede přes most přes Veselku do svahu. V blízkosti této silnice se rozptýleně nacházejí domy čp. 15, 22, 46, 5, 6, 7, 19, 18, 20, 23, 47, v horní části pak čp. 11, 26, 27, 29, 25, 1, 33, 32, 31. Zde silnice končí a dále pokračují jen zpevněné místní komunikace do několika směrů. V lokalitě U vápenic stojí domy čp. 34, 35, 40, 36 a nejníže za kopcem čp. 39. Dále směrem k Rovensku, v lokalitě Záhoří, resp. V rokli a U Šachty, stojí domy čp. 41, 42, 43, 44, 45.
Oddělený ostrůvek zástavby 2. dílu Křečovic tvoří Holušina. Do ní vede místní komunikace ze silnice III/2827 od východního konce 1. dílu Křečovic, která překonává Veselku na jiném místě, nad jejím soutokem s dalšími dvěma potoky. V údolí jejího bezejmenného levostranného přítoku se právě nachází domy osady Holušina. Na pravém břehu je to hospodářská usedlost čp. 9 s přistavěnými plechovými halami, na levém břehu domky čp. 16, 8 a 14. Na tuto skupinu ještě navazuje dům čp. 61 patřící již k části Veselá obce Veselá a dům čp. 24 patřící k části Žďár obce Veselá.

## Turistika a doprava
Oblastí Křečovic neprocházejí žádné značené pěší turistické trasy (nejbližší je modrá značka procházející kolem vrchu Kámen asi 1 kilometr jižně od hořní části 2. dílu). Přes horní části 2. dílu je značena cyklistická trasa č. 4172.
Autobusovou zastávku „Žernov, Křečovice“ u mostu v 1. díle Křečovic obsluhují linky 670542 a 670553.